# 生活 (雜誌)

生活雜誌的標誌

《生活》（Life）是一本在美國發行的老牌周刊雜誌，可說是在美國家喻戶曉，其地位與《時代》（Time）相差不遠。其前身是1883年在紐約市曼哈頓發行的幽默週刊，發行社就叫做生活出版社（Life Publishing Company），當時這本週刊因漫畫《海報女郎》（Pin Up Girl）與豐富的影劇資料而大受歡迎。
1936年，時代雜誌的擁有人亨利·盧斯將《生活雜誌》收購，並將之重新定位為新聞攝影紀實雜誌，第一期發行日是1936年11月23日。創刊宗旨是「看見生活、看見世界」（To see life; see the world）。
。
出版巨头时代华纳在2007年3月26日正式宣布，从下月开始停止发行旗下《生活》杂志的印刷版，将内容全部转移到互联网上。这是该杂志自1936年创办以来第三次停刊。

## 知名記者
- 玛格丽特·伯克-怀特（英语：Margaret Bourke-White）  －女攝影記者
- 罗伯特·卡帕－攝影記者
- 阿尔弗雷德·艾森施泰特 －攝影記者
- 克莱·费尔克（英语：Clay Felker） －體育記者，同時也是紐約雜誌的創辦人
- 李·米勒  －女攝影記者
- 哥頓·派克斯  －攝影記者
- 小威尔·兰（英语：Will Lang Jr.）  －主編
- 約翰‧洛恩加德（英语：John Loengard）  －紀實攝影師、圖片編輯

## 外部連結
- 生活雜誌官方網站 （页面存档备份，存于）
- Google圖書开始免费提供1860期LIFE杂志 （页面存档备份，存于）